# ALONES
「ALONES」（アローンズ）は、日本のバンド、Aqua Timezのメジャー4枚目、通算5枚目のシングル。2007年8月1日にEpic Recordsより発売。

## 概要
前作「しおり」から約3か月ぶりのリリースで、表題曲は、アニメ『BLEACH』のオープニングテーマ。『BLEACH』のタイアップは『劇場版BLEACH MEMORIES OF NOBODY』主題歌「千の夜をこえて」以来2度目となる。PVにはファンクラブなどから募集されたエキストラが出演している。
また、シングルで自身初の初動売上5万枚を超えており、累積売り上げでは「千の夜をこえて」以来2作ぶりに10万枚を突破した。
初回仕様には特典として、「BLEACH描き下ろしダブルワイドキャップステッカー」「BLEACH描き下ろし透明ステッカー」「Aqua Timez ロゴステッカー」が封入された。

## 収録曲
- 全曲、編曲：Aqua Timez

1. ALONES [4:21]
作詞・作曲：太志
  - テレビ東京系アニメ『BLEACH』第6期オープニングテーマ[注 1]
  - 「ALONES」とは、Alone（独りぼっち）と複数形の「S」を合わせた造語で、本来複数形に出来ないのをあえて複数形にして「独りなのは君だけじゃない」という意味が込められている。[要出典]
2. 暁 [3:45]
作詞・作曲：太志
3. Mr.ロードランナー (DJ Mass' Skate Sonic* Remix) [4:11]
作詞：太志　作曲：太志、大介、OKP-STAR
  - ミニアルバム『「七色の落書き」』収録の「Mr.ロードランナー」のリミックスバージョン。
4. ALONES (Instrumental Mix) [4:18]

## 収録アルバム
オリジナル
- 『ダレカの地上絵』（#1）

ベスト
- 『The BEST of Aqua Timez』（#1）
  - 演奏のみ再録されて収録。

コンピレーション
- 『BLEACH BEST TUNES』（#1）

## カバー
- SCANDAL - シングル「HARUKAZE」の初回生産限定盤Aに収録。
- ザエルアポロ・グランツ（鳥海浩輔） -アルバム「 ブリコン 〜BLEACH CONCEPT COVERS〜 2」に収録。